# Molineux Stadium
Molineux Stadium – nazwa kompleksu złożonego z boiska piłkarskiego wraz z trybunami i pełną infrastrukturą wokoło niego. Kompleks ten usytuowany jest w mieście Wolverhampton (będącym satelitarnym miastem Birmingham) w środkowej Anglii.
Drużyną piłkarską grającą na Molineux jest angielski zespół Wolverhampton Wanderers.

## Historia stadionu
Początki stadionu Molineux datuje się na rok 1889. Początkowo był to jedynie ubogo zagospodarowany kawałek placu do gry pozbawiony większych trybun i oświetlenia. Miejsce to zaczęto rozbudowywać w latach dwudziestych i trzydziestych XX wieku, kiedy piłka nożna zaczęła być coraz bardziej popularnym sportem na Wyspach Brytyjskich. Wybudowano wówczas pojemne trybuny na planie prostokąta wzdłuż czterech boków boiska. Wszystkie cztery komplety trybun posiadały swoje nazwy: Trybuna Północna (najbardziej popularna wśród fanów), Trybuna Południowa, Trybuna Waterloo (w której mieściło się także biuro zarządu i szatnie piłkarskie) oraz Trybuna Street (elegancka część trybuny przeznaczona dla zamożniejszych fanów).

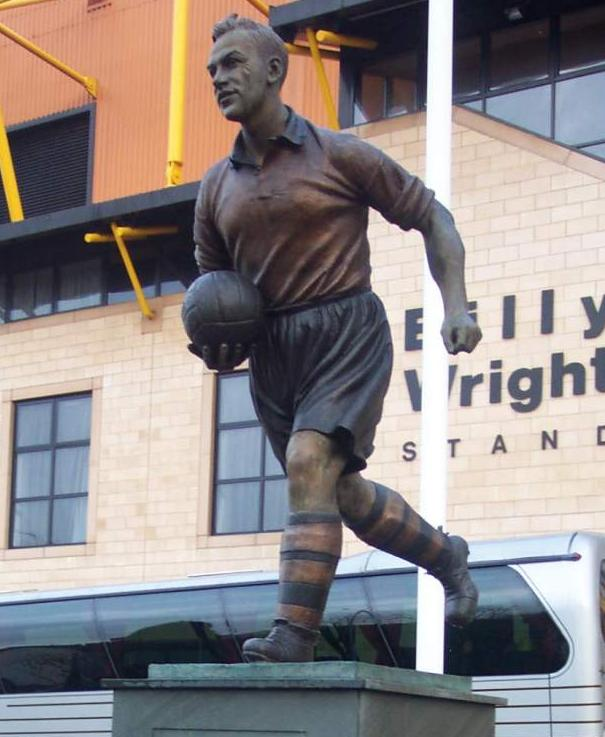
Pomnik Billy'ego Wrighta

W roku 1979 stadion uległ częściowej modernizacji. Wraz z kryzysem zespołu przypadającym na lata osiemdziesiąte XX wieku, zaprzestano finansowania rozwoju stadionu. Wskutek tego trybuny poczęły starzeć się i niszczeć.
W roku 1985, po tragicznym pożarze na stadionie konkurencyjnej drużyny angielskiej Bradford City, Brytyjska Federacja Piłkarska wprowadziła w życie rygorystyczne przepisy bezpieczeństwa na stadionach. Wskutek tego podjęto decyzje o zamknięciu dwu niszczejących trybun Molineux – Północnej i Waterloo.
Stadion Wolverhampton odzyskał dawną chwałę wraz z przybyciem dystyngowanego biznesmena Sir Jacka Haywarda (obecnie prezydenta zespołu Wolverhampton) w roku 1990. Zburzono i postawiono od nowa najbardziej starzejące się trybuny a pozostałe totalnie wyremontowano. Przemianowano także nazwy trybun na cześć najbardziej zasłużonych piłkarzy grających w historii dla zespołu Wolves. I tak powstała trybuna Billy'ego Wrighta, Jacka Harrisa, Stana Cullisa i Steve'a Bulla. W roku 2003 przed wejściem do poszczególnych trybun postawiono odlane z brązu pomniki upamiętniające dorobek legendarnych piłkarzy Billy'ego Wrighta i Stana Cullisa.
Koszt całościowej modernizacji Molineux wynosił 20 milionów funtów szterlingów, główną grupą architektoniczną był Alan Cotterell Partnership.